# Henry van Dyke

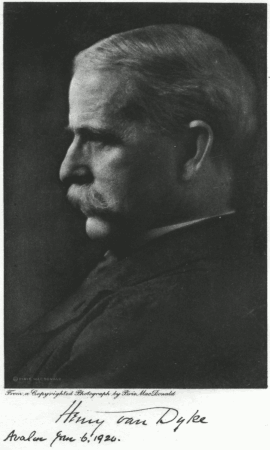
Henry van Dyke

Henry van Dyke född 1852, död 1933, var en amerikansk författare, lärare och präst. 

## Biografi
Henry van Dyke tog examen vid Princeton University 1873 och vid Princeton Theological Seminary 1877 och tjänstgjorde som professor i engelsk litteratur vid Princeton mellan 1899 och 1923. 1908–1909 var han lektor vid universitetet i Paris. Genom en utnämning av president Wilson blev han ambassadör för Nederländerna och Luxemburg 1913. Han valdes in i American Academy of Arts and Letters och fick mottaga flera andra ärebetygelser. Hans son är Tertius van Dyke.
Han satt med i kommittén som skrev den första presbyterianska tryckta liturgin, The Book of Common Worship of 1906. Bland hans populärlitterära alster finns två julberättelser The Other Wise Man (1896) och The First Christmas Tree (1897). Olika religiösa teman kan man också finna i hans lyrik, hymner och essäer som är samlade i Little Rivers (1895) och Fisherman’s Luck (1899). Han skrev texten till den populära hymnen "Joyful, Joyful We Adore Thee" (1907) som sjungs till melodin av Ludwig van Beethovens An die Freude. Han sammanställde ett antal noveller i The Blue Flower (1902) namngiven efter nyckelsymbolen för romantiken, först introducerad av Novalis. Han bidrog också med ett kapitel i samarbetsromanen The Whole Family (1908). Bland hans lyrik är Katrina's Sundial inspirationen till sången Time Is av gruppen It's a Beautiful Day på deras debutalbum 1969.
Van Dykes "Essays in Application" (1905) är citerad av Jack London i den dystopiska romanen "The Iron Heel".